# Pietro Gabrielli
Pietro Gabrielli (ur. 17 marca 1931 w Pove del Grappa) – włoski duchowny rzymskokatolicki posługujący w Ekwadorze, w latach 1993-2008 wikariusz apostolski Méndez.

## Życiorys
Święcenia kapłańskie przyjął 29 czerwca 1962. 1 lipca 1993 został mianowany wikariuszem apostolskim Méndez ze stolicą tytularną Taparura. Sakrę biskupią otrzymał 19 września 1993. 15 kwietnia 2008 przeszedł na emeryturę.